# Снігова людина

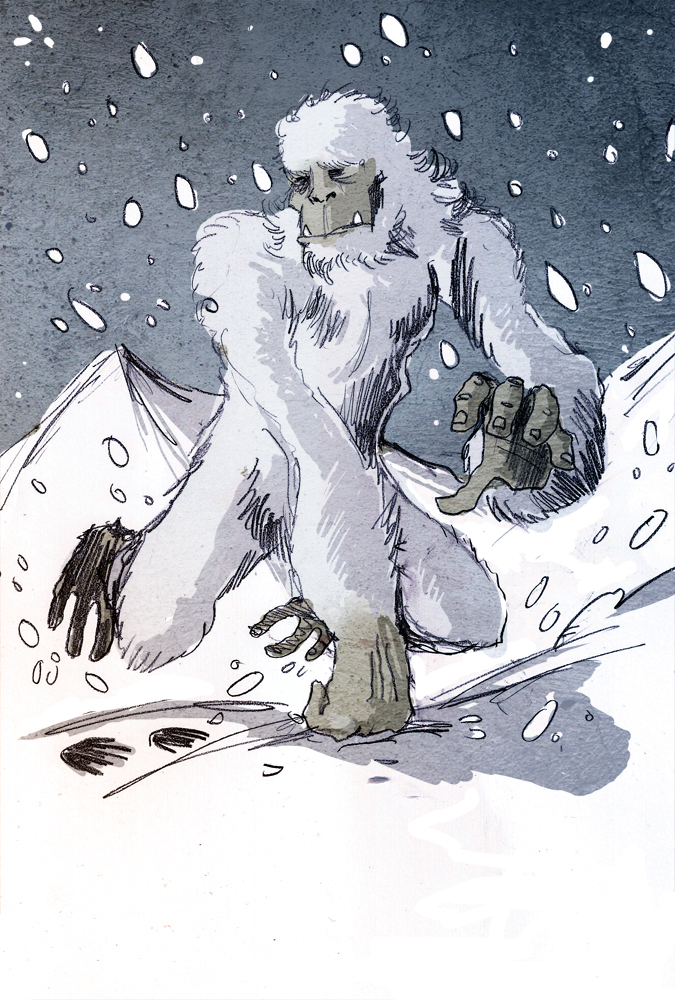
Ілюстрація снігової людини

Снігова́ люди́на (є́ті, са́сквоч, біґфу́т, реліктовий гоміноїд, лісовий, чугайстер) — легендарна людиноподібна істота, що нібито трапляється в різних високогірних або лісових районах Землі. Її існування засвідчують чимало ентузіастів, але на сьогодні цей факт так і не підтверджено. Є думка, що це реліктовий гомінід, тобто ссавець, що належить ряду приматів і роду людей, що збереглося до наших днів з часів предків людини[джерело?].

## Опис
Судячи з гіпотез і непідтверджених свідчень, снігові люди відрізняються від сучасної людини щільнішою статурою, загостреною формою черепа, довшими руками, малою довжиною шиї та масивною нижньою щелепою, відносно короткими стегнами. Мають волосяний покрив по всьому тілу — чорного, рудого або сивого кольору. Особи темного кольору. На голові волосся довше, ніж на тілі. Вуса і борода дуже рідкісні й короткі. Добре лазять по деревах. Стверджується, що гірські популяції снігових людей живуть у печерах, лісові будують гнізда на гілках дерев. Карл Лінней позначив його як Homo troglodytes (людина печерна).
Уявлення про снігову людину та її різних місцевих аналогах вельми цікаві з точки зору етнографії. Образ величезної страшної людини може відображати природжені страхи перед темрявою, невідомістю, відносини з містичними силами у різних народів. Цілком можливо, що за снігових людей приймаються люди з неприродним волосяним покровом або здичавілі люди.
Якщо реліктові гомініди існують, то вони живуть малими групами, ймовірно, сімейними парами. Пересуватися вони можуть на задніх кінцівках. Зріст повинен коливатися від 1 до 2,5 м; в більшості випадків 1,5 — 2 м; повідомлялося про зустріч з найбільшими особинами в горах Центральної Азії (єті) і в Північній Америці (сасквоч). На Суматрі, Калімантані і в Африці в більшості випадків зріст не перевищував 1,5 м. Є припущення про те, що реліктові гомініди, яких було побачено належать до кількох різних видів, як мінімум до трьох.

## Існування
Більшість сучасних учених скептично ставляться до можливості існування снігової людини.
… про снігову людину він сказав: «Дуже хочеться вірити, але немає підстав». Слова «немає підстав» означають, що питання вивчалося, і в результаті вивчення виявилося, що немає підстав довіряти початковим тверджень. Це і є формула наукового підходу: «хочеться вірити», але раз «немає підстав», то треба від цієї віри відмовитися. 

Академік А. Б. Мігдал Від здогадки до істини. [Архівовано 8 травня 2011 у Wayback Machine.].

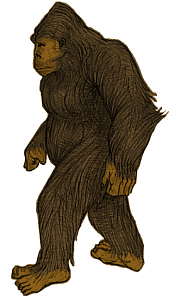

У наш час немає жодного представника виду, що живе в неволі, жодного скелета або шкіри. Тим не менше нібито є волосся, відбитки слідів і кілька десятків фотографій, відеозаписів (поганої якості) і аудіозаписів. Достовірність цих свідчень під сумнівом. Довгий час одним з найпереконливіших доказів вважався короткий фільм, знятий Роджером Паттерсоном і Бобом Гімліном в 1967 році в Північній Каліфорнії. На плівці, як стверджувалося, відображена самка снігової людини. Однак у 2002 році, після смерті Рея Уоллеса, для якого була зроблена ця зйомка, з'явилися свідчення його родичів і знайомих, які розповіли (втім, без пред'явлення будь-яких речових доказів), що вся історія з «американським єті» була від початку і до кінця сфальсифікована; сорокасантиметрові «сліди єті» робилися штучними формами, а кінозйомка — постановочний епізод з людиною в спеціально зшитому костюмі мавпи.
З іншого боку, від ентузіастів цієї теми можна чути звинувачення на адресу «офіційної науки» в тому, що її представники просто відмахуються від наявних доказів. Ось характерний текст такого роду:
Насправді ті, хто говорить «немає підстав», просто не хочуть навіть ознайомитися з тим, що «нарито» дослідниками-ентузіастами. «Тому в історії ми чуємо багато прикладів». Я наведу тільки два. Коли канадець Рене Дахінден наприкінці 1971 року привіз нам копію фільму, знятого Паттерсоном в 1967 році, я особисто підійшов одного разу до тодішнього директора Інституту антропології МДУ В. П. Якимова і запропонував показати фільм йому і співробітникам інституту, він буквально виставив вперед руки, як би відхитуючись від пропозиції сказав: «Ні! Не треба!» Але це не заважало йому заявляти, що немає підстав …
А коли на міжнародному симпозіумі, на якому він (Якимов) головував, професор Астанін вийшов на трибуну, щоб представити присутнім матеріали анатомічного дослідження кисті єті з монастиря Пангбоче (Тибет), Якимов не дав йому говорити і зігнав з трибуни в порушення демократичних традицій подібних форумів — під протестуючі вигуки учасників … У результаті деякі з них покинули засідання симпозіуму.
І недавній приклад: коли я приїхав із США після п'ятитижневих там «розслідувань» подій на фермі Картерів восени 2004 р., де за словами господині мешкав клан біґфутів, і запропонував виступити і розповісти про результати у відділі антропології Інституту етнології РАН, його зав. С. Васильєв ухилився під приводом зайнятості іншими питаннями.
Водночас, коли піднявся шум у пресі про існування «сніжної людини» в горах Шорії (південь Кемеровської обл.), то той же Васильєв заявив: «Ми не маємо дані про існування людиноподібних де б то не було у світі»…
Ігор Бурцев, канд. іст. наук, Директор Міжнародного центру гомінідології, Москва.
Велику увагу темі снігової людини приділяв радянський вчений Б. Ф. Поршнєв, а також казахський вчений П. І. Мариковський.

## Генетичні дослідження
У 2013 році опублікована доповідь професора генетики Оксфордського університету Браяна Сайкса. Згідно з аналізами двох зразків волосся — з західного району Гімалаїв і з Бутану — з'ясувалося, що зразки ДНК повністю ідентичні ДНК древнього полярного ведмедя, який існував понад 40 тисяч років тому і перебував у тісному родинному зв'язку з бурим ведмедем.

### Дослідження проведене командою «Світ навиворіт»
У монастирі непальського селища Кумджунг зберігається скальп, який приписується єті. Український журналіст Дмитро Комаров разом з командою «Світ навиворіт» викрав волосся з цього скальпа і передав його у 2016 році на експертизу в ізраїльську лабораторію Galil Genetic Analysis.
Висновок експертизи:
«Досліджуваний матеріал (волосся) не проявляє себе як біологічний зразок. Ідентифікацію виду провести неможливо. Це обґрунтовано тим, що скоріше за все зразок не є біологічним»
Після цього було вирішено відправити волосся на хімічну експертизу в приватну лабораторію ТОВ «НСФ "ОТАВА"», яка розміщена в приміщенні Інституту молекулярної біології та генетики НАН України. Аналіз показав, що волосся збігається з кератиновими волокнами і є біологічним.
Дослідження продовжилось, в результаті якого було виявлено, що морфологічні ознаки зразка волосся повністю збігають з опублікованими в відкритих джерелах морфологічними ознаками шерсті виду гімалайського сероу.

## Згадки в історії та літературі

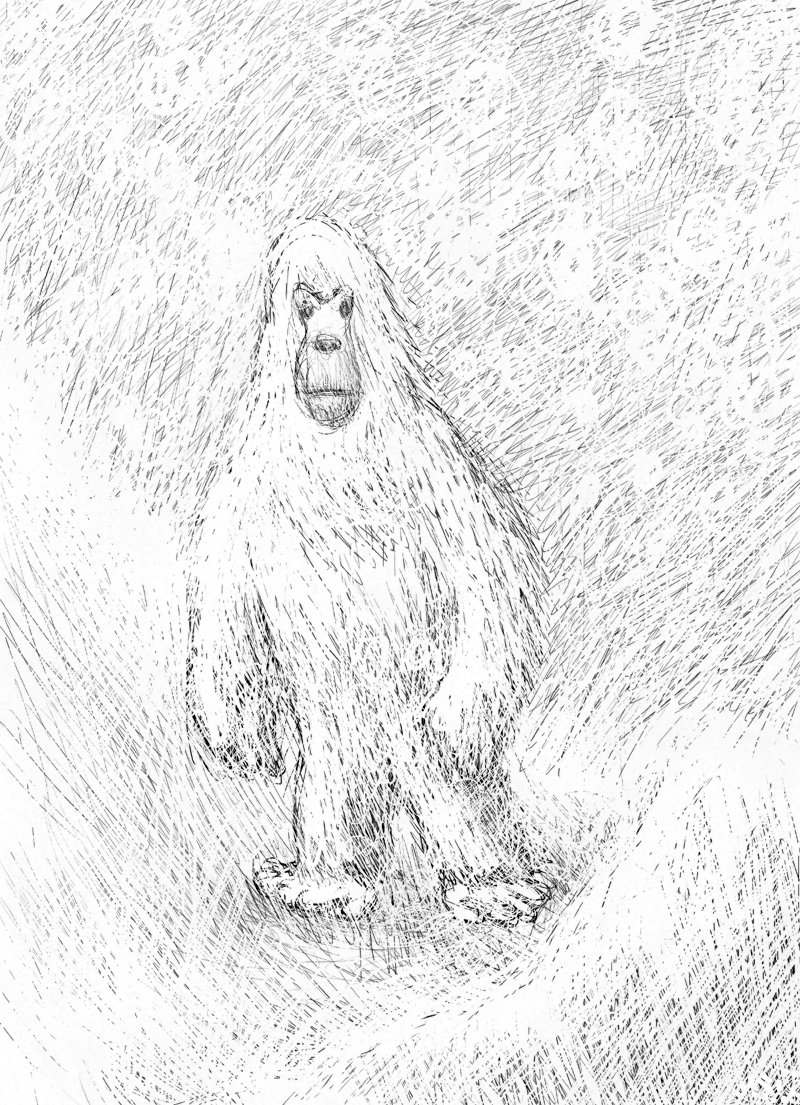
Абстрактний малюнок снігової людини

Відомі численні зображення істот, подібних сніговій людині (на предметах мистецтва Давньої Греції, Риму, Карфагену та етрусків та середньовічної Європи) і згадки, в тому числі в Біблії, Рамаяні (ракшаси), в поемі Нізамі Гянджеві «Іскандер-наме», фольклорі різних народів (фавн, сатири силен у Стародавній Греції, єті на Тибеті і в Непалі, Гулей-лазні в Азербайджані, чучунни, чучунаа в Якутії, алмас в Монголії, ежень (野人), маожень (毛 人) і женьсюн (人 熊) в Китаї, кіїк-адам і албасти в Казахстані, дідько, шиш і шишига у росіян, див в Персії (і Давній Русі), гук, чугайстер в Україні, дів і албасти на Памірі, шурале і яримтик у казанських татар і башкирів, арсурі у чувашів, піцен у сибірських татар, абнауаю в Абхазії, сасквоч в Канаді, терик, гіркичавильін, міригди, кілтаня, аринк, арись, реккем, джулію на Чукотці, бататут, седапа і орангпендек на Суматрі і Калімантані, агогве, какундакарі і кі-ломб в Африці тощо). У фольклорі постають у вигляді сатирів, демонів, чортів, лісовиків тощо.
Згідно з Плутархом, мав місце випадок піймання сатира солдатами римського полководця Сулли. Діодор Сицилійський писав, що тирану Діонісію надіслані були кілька сатирів. Документально підтверджено, що в XIX столітті в Абхазії в селі Тхіна жила у людей жінка Зана, схожа на снігову людину і мала від людей кількох дітей, які нормально інтегрувалися в людське суспільство. У 1884 році в Канаді машиністами залізниці нібито був спійманий самець сасквоча, але незабаром він утік. Зоолог К. А. Сатунін стверджував, що в 1899 році бачив самку бьябан-гулі в Талишських горах. У 1921 році про існування єті повідомив Говард-Бері, відомий альпініст, який очолював експедицію на Еверест. У 20-ті роки XX століття в Середній Азії нібито були спіймані кілька єті, ув'язнені у зіндан і після безуспішних допитів і катувань розстріляні як басмачі. Всього у XX столітті зафіксовано кілька сот повідомлень про спостереження снігової людини. Вже в наші часи, у вісімдесяті роки, у горах Таджикистану Файзулло Жомадов бачив снігову людину. За його описом, шерсть в істоти була біла, а очі — червоні. Поки він біг за товаришами й вони разом прийшли на те місце, істоти вже там не було, а на снігу зосталися великі відбитки.

## Версії
Найпопулярнішими є версії, за якими снігова людина є нащадком тих чи інших гомінідів, які мали великий зріст або коренасту статуру. Серед кандидатів:
- гігантопітеки — ймовірний родич орангутангів
- мегантроп — велика антропоїдна мавпа плейстоцену
- неандерталець — вид Homo, що мав коренасту статуру і найдовше затримався у гірських районах Європи

Супротивники версії існування снігової людини, до яких можна віднести більшість професійних біологів й антропологів, вказують на відсутність однозначних підтверджень (живих особин або їх решток, якісних фотографій і відеозаписів) і можливість довільного тлумачення наявних свідчень. Часто посилаються на відомий біологічний факт: тривале існування популяції вимагає мінімальної чисельності порядку сотень особин, життєдіяльність яких, на думку критиків, просто не може бути непомітною і не залишати численних слідів. Висунуті пояснення свідоцтв у цілому зводяться до наступного набору версій:
- Перекази (можливо, творчо доповнені оповідачами) фольклору, як народного, так і професійного («чорний альпініст», різні «печерні мешканці» у фольклорі спелеологів тощо), прийняті за повідомлення про реальні події.
- Помилки спостерігачів. За снігову людину в умовах поганої видимості могли прийматися реальні тварини (наприклад, ведмідь), а в деяких випадках — і неживі предмети (рух рослин під вітром, гра світла й тіней). Зважаючи на відсутність доступних істот для порівняння, будь-які спроби інтерпретації незвичайних слідів залишаються спірними.
- Деякі випадки спостереження снігової людини на високогір'ї можуть трактуватися як системні галюцинації в умовах тривалого кисневого голодування.
- Навмисні містифікації для привернення уваги або з якою-небудь іншою метою.

## Цікаві факти
29 квітня 2019 року, в індійській армії оголосили про виявлення слідів снігової людини у Гімалаях. Стверджувалося, що на загадкові сліди розміром 32 на 15 дюймів (82 на 38 сантиметрів) наткнулися військові альпіністи. Знахідку було зроблено біля табору Макалу в Гімалаях. При цьому наголошувалося, що «невловиму снігову людину насамперед бачили лише один раз — у національному парку Макалу-Барун».